# Saer de Quincy, 1. Earl of Winchester

Wappen Saers de Quincy

Saer de Quincy (auch Saher de Quency) († 3. November 1219 vor Damiette) war ein englischer Magnat. Er gehörte zu der Adelsopposition, die 1215 König Johann Ohneland zur Anerkennung der Magna Carta zwang. Als Inhaber hoher Staatsämter und als königlicher Richter galt Saer als einer der fähigsten und erfahrensten Verwalter in den Reihen der Adelsopposition. An den Verhandlungen, die zum Abschluss der Magna Carta führten, hatte er wesentlichen Beitrag.

## Herkunft
Saer war ein Sohn von Robert de Quincy († 1197) und von dessen Frau Orabilis, einer Tochter des schottischen Adligen Ness, Lord of Leuchars aus Fife. Die Familie Quincy war in Northamptonshire ansässig und mit dem schottischen Königshaus verwandt. Durch diese Verwandtschaft hielt die Familie auch umfangreiche Besitzungen in den schottischen Grafschaften Fife, Perth und Lothian. Saer ist nicht zu verwechseln mit seinem gleichnamigen Onkel Saer († 1190), der ab den 1160er Jahren erwähnt wird, in den 1180er Jahren Heinrich II. in der Normandie, unter anderem von 1180 bis 1184 als Kastellan von Nonancourt diente und 1190 starb, und dessen ebenfalls gleichnamigen Sohn Saer, der in England umfangreiche Ländereien erwarb. Dieser Saer, ein Cousin von Saer de Quincy, starb vermutlich kinderlos vor 1192. Seine Besitzungen in England fielen an seinen Onkel Robert.  

## Gefolgsmann des schottischen Königs und Kämpfe in Frankreich für die englischen Könige
Von Quincys Leben vor 1190 sind nicht viele Details bekannt. Als Angehöriger einer anglonormannischen Familie mit starken Bindungen nach Schottland verbrachte er einen Großteil seines Lebens in Schottland. In den 1180er und 1190er Jahren bezeugte er zahlreiche Urkunden des schottischen Königs Wilhelm I., dazu bestätigte er die Schenkungen seiner Eltern zugunsten von Newbattle Abbey bei Edinburgh. Er selbst bedachte Dunfermline und Cambuskenneth Abbey mit Schenkungen. Um 1190 heiratete er Margaret de Beaumont († 1235), eine Tochter von Robert de Beaumont, 3. Earl of Leicester. Als sein Vater die Ländereien seines Cousins Saer in England erbte, übernahm Quincy die Verwaltung dieser Güter und trat in den Dienst des englischen Königs Richard Löwenherz. Bei den Kämpfen um das Angevinische Reich kämpfte er 1197 und 1198 im Heer des Königs in der Normandie und in Frankreich. Nach dem Tod von Richard im April 1199 erkannte Quincy die Erbfolge von dessen jüngeren Bruder Johann Ohneland an und trat in dessen Dienste. Im Oktober 1200 gehörte er zur Eskorte, die den schottischen König Wilhelm I. nach Lincoln brachte, wo dieser am 22. November dem englischen König für seine Besitzungen in England huldigte. Zu Beginn des neuen Französisch-Englischen Kriegs zog Quincy 1202 mit dem königlichen Heer wieder in die Normandie. Johann Ohneland ernannte ihn im Frühjahr 1203 zusammen mit seinem Cousin Robert FitzWalter zum Kastellan der strategisch wichtigen Burg Vaudreuil in der östlichen Normandie. Beim Herannahen eines französischen Heeres übergaben sie jedoch wenig später die Festung kampflos, obwohl sie noch kurz zuvor mit Nachschub versorgt worden waren und die Burgbesatzung ihren Sold erhalten hatte. Für die feige Übergabe wurden FitzWalter und Quincy von den Franzosen verachtet, während sich der erboste Johann Ohneland weigerte, sich an dem für ihre Freilassung geforderten Lösegeld zu beteiligen. Die Gründe für die kampflose Übergabe sind unklar, es gibt aber Anzeichen, dass Quincy mit FitzWalter eine Waffenbrüderschaft geschlossen hatte. Sein Wappen zeigte, bevor er zum Earl erhoben wurde, einen kleinen Schild mit FitzWalters Wappen, während dessen  erhaltenes Siegel das Wappen zeigt, das Quincy später als Earl of Winchester führte. 

## Aufstieg unter König Johann
Als 1204 Quincys Schwager Robert de Beaumont, 4. Earl of Leicester, kinderlos starb, wurde seine Frau Margaret zusammen mit ihrer Schwester Amice Erbin der Beaumont-Güter in England. Da Simon de Montfort, der erste Ehemann von Amice, bereits verstorben war, wurde Quincy bis zur Aufteilung des Erbes zum Verwalter der Ländereien ernannt. Dazu scheint er auch kommissarisch das Amt des High Stewards von England übernommen zu haben, das mit dem Titel des Earl of Leicester verbunden war. 1207 erfolgte schließlich die Aufteilung des Erbes. Quincys Frau Margaret erhielt umfangreiche Ländereien in den Midlands, während Simon de Montfort, der älteste Sohn von Amice, die restlichen Besitzungen in England sowie den Anspruch auf den Titel Earl of Leicester und das Amt des High Stewards erbte. In Anerkennung seiner gestiegenen Bedeutung wurde Quincy zum Earl of Winchester erhoben. Ab dieser Zeit diente er wieder häufig König Johann. Als es im Frühjahr 1209 zu einer schweren politischen Krise zwischen Schottland und England kam, gehörte Quincy zu den Gesandten des englischen Königs, die den schottischen König Wilhelm in Edinburgh trafen. Die Krise konnte schließlich im August durch den Vertrag von Norham beigelegt werden. In Schottland konnte Quincy vermutlich auch seinen lange währenden Streit mit dem Kathedralpriorat von St Andrews über das Patronat der Kirche von Leuchars beilegen, auf jeden Fall besuchte er im April 1209 seinen Besitz Leuchars Castle in Schottland. Im Sommer 1210 begleitete er König Johann bei dessen Feldzug nach Irland, und möglicherweise war er der tatsächliche Befehlshaber einer englischen Streitmacht, die unter dem nominellen Oberbefehl des schottischen Thronfolgers Alexander 1211 und 1212 die Rebellion von Guthred Macwilliam in Ross-shire gegen den schottischen König niederschlug. Im März 1212 war er erneut Führer einer englischen Gesandtschaft in Schottland. Um diese Zeit hatte Quincy den Höhepunkt seiner Karriere erreicht. Er diente von 1211 bis 1214 als königlicher Richter, war 1212 Prüfer des Schatzamtes und im gleichen Jahr Gesandter des Königs bei Kaiser Otto IV., einem Neffen Johanns, bei dem er um Unterstützung für die Politik Johanns gegenüber Frankreich und Papst Innozenz III. warb. Angesichts der durch die Exkommunikation des Königs angespannten Lage in England musste Johann jedoch gegenüber dem Papst einlenken. Im Mai 1213 gehörte Quincy zu den Baronen, die bezeugten, wie der König sich vor dem päpstlichen Legaten in Dover unterwarf und dem Papst sein Reich als Lehen antrug. 

## Angehöriger der Adelsopposition gegen den König
Trotz dieser scheinbaren Vertrautheit zum König hatte Quincy ungelöste Beschwerden gegenüber dem König. Der Hauptgrund dafür waren Besitzungen, die er vergebens als Erbe seiner Frau beanspruchte. Darunter waren vor allem Mountsorrel Castle in Leicestershire, das vom König beansprucht wurde. Schon früh hatte Quincy deshalb Kontakte zur Adelsopposition in Nordengland, doch noch Anfang März 1215 legte er zusammen mit dem König ein Kreuzzugsgelübde ab. Danach reiste er nach Schottland zu König Alexander II., den zahlreiche seiner Barone drängten, angesichts der Krise in England zu intervenieren. Vor Ende April traf Quincy sich mit Vertretern der Adelsopposition in seinem Hauptwohnsitz bei Brackley in Northants und schloss sich ihnen offen an. Zusammen mit ihnen zog er nach London, um im Juni an der Anerkennung der Magna Carta durch den König in Runnymede teilzunehmen. Im Anschluss daran wurde er zu einem der 25 Barone gewählt, die die Einhaltung der Bestimmungen der Magna Carta durch den König überwachen sollten. Daraufhin wurde Quincy am 5. September wie zahlreiche andere Rebellen vom Papst exkommuniziert. Mit Unterstützung des Papstes erkannte Johann Ohneland die Bestimmungen der Magna Carta nicht an, worauf es ab Oktober 1215 zum offenen Krieg der Barone gegen den König kam. Quincy führte Ende 1215 zusammen mit Henry de Bohun, 1. Earl of Hereford eine Gesandtschaft der Rebellen nach Frankreich, wo sie um Unterstützung baten und die englische Krone dem französischen Prinzen Ludwig anboten. Im Januar 1216 kehrte er mit einer ersten Vorausabteilung von französischen Rittern nach England zurück, im Mai folgte Prinz Ludwig mit seinem Heer. 
Auch nach dem Tod von König Johann und der Thronfolge von dessen jungen Sohn Heinrich III. im Oktober 1216 unterstützte Quincy weiter Prinz Ludwig. Als er im Frühjahr 1217 erfuhr, dass sein Rivale Ranulf de Blondeville, 4. Earl of Chester, Mountsorrel Castle belagerte, führte er zusammen mit seinem Freund Robert FitzWalter und dem französischen Grafen Thomas von Perche eine Entsatzarmee zu der Burg. Die königlichen Truppen brachen vor ihrer Ankunft die Belagerung ab, worauf Quincy, FitzWalter und Perche sich nach Lincoln wandten, um das von königlichen Truppen gehaltene Lincoln Castle anzugreifen. Dort erlitt ihr Heer am 20. Mai in der Schlacht von Lincoln eine entscheidende Niederlage, wobei Quincy in Gefangenschaft geriet. Erst nach dem Sieg der Anhänger von König Heinrich III. und dem Frieden von Lambeth wurde er im September 1217 wieder freigelassen. Er wurde begnadigt, erhielt seine Ländereien zurück und bezeugte im November in Westminster die erneute Anerkennung der Magna Carta und der Charter of the Forest durch den Regentschaftsrat. Dabei musste er auf seine Ansprüche auf Mountsorrel verzichten. Im Gegenzug erhielt er aber Chesterton zugesprochen, auf das er ebenfalls Ansprüche erhoben hatte. Im März 1218 bezeugte er in Worcester den Friedensschluss mit dem walisischen Fürsten Llywelyn ab Iorwerth, der während des Kriegs der Barone die Rebellen unterstützt hatte.

## Teilnahme am Kreuzzug und Tod
Ab Ende Dezember 1218 rüstete Quincy im schottischen Galloway ein Schiff aus, um zum Kreuzzug von Damiette aufzubrechen. Im Frühjahr 1219 brach er zusammen mit seinem Sohn Roger, Robert FitzWalter und William d’Aubigny, 3. Earl of Arundel ins Heilige Land auf. Kurz nach ihrer Ankunft vor dem von den Kreuzfahrern belagerten Damiette in Ägypten erkrankte Quincy und starb. Nach seinem letzten Willen wurde er in Akkon beigesetzt. Nur die Asche seiner Eingeweide wurde nach England überführt und in Garendon Abbey in Leicestershire, dessen Schutzherr er war und dass er mit Schenkungen gefördert hatte, beigesetzt.

## Nachkommen und Erbe
Aus seiner Ehe mit Margaret de Beaumont hatte er fünf Söhne und drei Töchter, darunter:
- Robert de Quincy († 1217)
- Roger de Quincy, 2. Earl of Winchester († 1264)
- Hawise de Quincy († 1263) ⚭ Hugh de Vere, 4. Earl of Oxford († 1263)
- Robert de Quincy († 1257) ⚭ Helen ferch Llywelyn
- Orabilis (auch Arabella) de Quincy ⚭ Richard de Harcourt of Ellenhall

Quincy war einer der bedeutendsten Grundbesitzer in England und Schottland gewesen. Bei seinem Tod hinterließ er Güter in elf englischen und drei schottischen Grafschaften. Er war bekannt für seine großzügigen Schenkungen an mehrere englische und schottische Klöster. Sein ältester Sohn Robert war bereits 1217 gestorben, dieser hatte eine minderjährige Tochter, Margaret, hinterlassen, die nach dem Tod ihres Großvaters in der Erbfolge zugunsten von Quincys zweitältesten Sohn Roger, ihrem Onkel, übergangen wurde. Dieser huldigte 1221 dem König für sein Erbe, wurde jedoch erst nach dem Tod seiner Mutter 1235 zum Earl of Winchester erhoben.